# مسرغین
مسرغین (به عربی: مسرغين) یک شهرداری در الجزایر است که در ناحیه بوتلیلیس واقع شده‌است. مسرغین ۴۲۸٫۲۸ کیلومتر مربع مساحت و ۲۶٬۱۰۰ نفر جمعیت دارد و ۷۸ متر بالاتر از سطح دریا واقع شده‌است.